# Khu tự quản vùng đô thị
Khu tự quản vùng đô thị hay huyện vùng đô thị (tiếng Anh: metropolitan borough hay metropolitan district) là một loại chính quyền địa phương cấp huyện ở Anh, và là một cấp bậc dưới hạt vùng đô thị. Tạo ra trong năm 1974 bởi Luật Chính quyền địa phương năm 1972, Khu tự quản vùng đô thị được quy định trong luật pháp Anh là huyện vùng đô thị. Tuy nhiên, tất cả trong số chúng được cấp hoặc cấp lại văn kiện hoàng gia để cung cấp cho chúng cấp bậc borough (cũng như, trong một số trường hợp, địa vị City). 
Khu tự quản vùng đô thị trên thực tế là khu vực chính quyền đơn nhất có hiệu lực từ việc bãi bỏ các hội đồng hạt vùng đô thị bởi Đạo Luật Chính quyền địa phương năm 1985. Các khu tự quản vùng đô thị chia nhiều quyền lực của họ qua hội đồng chung và các thỏa thuận khác mà bao gồm toàn bộ hạt vùng đô thị, chẳng hạn như các cơ quan phối hợp.